# Empresas Tecnológicas Cross
Las Empresas Tecnológicas Cross (a menudo denominada Cross Tech o E.T.C.) es una corporación ficticia en el universo de Marvel Comics. Apareció por primera vez en Marvel Premiere #47 y es mostrada como una de las empresas tecnológicas líderes junto con Industrias Stark y Oscorp.
Las Empresas Tecnológicas Cross aparecen en la película Ant-Man (2015), parte del Universo cinematográfico de Marvel.

## Historia de publicación
Las Empresas Tecnológicas Cross aparecieron por primera vez en Marvel Premiere #47-48 (1979). Ojo de Halcón apareció como el jefe de seguridad de E.T.C. en The Avengers #189 (1979), Marvel Team-Up #92 (1980), Marvel Fanfare #3 (1982), y Hawkeye #1-4 (1983). La compañía también ha aparecido en Iron Man #145 (1981), Marvel Two-in-One #85 (1982), The Avengers #233-234 (1983), y Avengers Annual #13 (1984).

## Historia ficticia
El independiente Darren Agonistes Cross, creó y dirigió su compañía, Empresas Tecnológicas Cross, y la convirtió en un éxito para competir con los mejores competidores. Sin embargo, a Darren le diagnosticaron una condición cardíaca poco común. Usó su propia tecnología para crear un marcapasos nucleogénico experimental para salvar su vida. Aunque fue un éxito, el marcapasos nucleogénico mutó el cuerpo de Darren y le dio habilidades sobrehumanas. Un efecto secundario de la mutación era que Darren sobreusaría y quemaría su corazón rápidamente. Se realizaron múltiples trasplantes de corazón, pero cada corazón era retirado cuando era sobreusado. Desesperado, secuestró a la cardiocirujana Erica Sondheim para reemplazar su corazón dañado. También secuestró "donantes" de los barrios marginales. El Hombre Hormiga, también buscando a la Doctora Sondheim para salvar la vida de su hija Cassie, trató de rescatarla. Una batalla entre Darren y el Hombre Hormiga resultó en Darren quemando su corazón y muriendo, y Sondheim revelando cuando el Hombre Hormiga interrumpió la operación que reemplazó su viejo corazón en lugar de uno nuevo. A continuación, la empresa fue adquirida por el hijo de Darren, Augustine.
Un número de robos había ocurrido en E.T.C., a pesar de la creencia de la empresa de que sus sistemas de seguridad eran inexpugnables. Ojo de Halcón, buscando un trabajo después de separarse de los Vengadores, percibió una oportunidad. Él entró en la oficina de K.H. Keeshan, un empleado de alto nivel de la empresa, y pidió un trabajo. A pesar de estar iracundo por sus acciones, Keeshan contrató a Ojo de Halcón para descubrir el misterio detrás de los robos. Ojo de Halcón pronto descubrió que los robos los cometía Ave de Muerte, un miembro de una raza alienígena llamado los Shi'ar. Ojo de Halcón luchó y derrotó a su enemigo poderoso y ganó el pleno empleo en ETC como jefe de seguridad. Más tarde pasó a defender a la compañía contra Señor Miedo.
Ojo de Halcón más tarde ayudó a sabotear un complot del empleado de E.T.C. Ambrose Connors tras un encuentro con El Águila. También inicia una relación estable con la jefa de relaciones públicas de la empresa, Sheila Danning.
La superheroína Pájaro Burlón, trabajando en una pista en la que E.T.C. está involucrada en actividades delictivas, irrumpe en uno de los almacenes de la compañía en busca de pruebas. Ahí se encuentra con Ojo de Halcón, que cree que Pájaro Burlón es una espía industrial. La pareja lucha, con Pájaro Burlón tratando de convencer a Ojo de Halcón de sus intenciones, hasta que es capturada por las fuerzas de seguridad de E.T.C.. Ojo de Halcón, sintiendo que algo no está bien, más tarde lleva a cabo su propia investigación sobre la compañía. Es traicionado por Sheila Denning y capturado por las fuerzas de seguridad de E.T.C. y aliviado de sus funciones. Juntos, Ojo de Halcón y Pájaro Burlón logran escapar y se disponen a descubrir la verdad detrás de Empresas Tecnológicas Cross. Descubren que Fuego Cruzado, primo del propietario original Darren Cross, ha ganado el control de la compañía y la está usando para promover sus objetivos de destruir la comunidad de superhéroes. Ojo de Halcón y Pájaro Burlón son capaces de derrotar a Fuego Cruzado, y se casan poco después.
El jefe de diseño de sistemas Douglas Arthur Cartland está entre un grupo de científicos reunidos para ordenar a través de las máquinas adquiridas de Bruce Banner. Cartland, acompañado de Bestia, se reúne con Mister Fantástico, el Capitán América y los Vengadores. Más tarde, mientras trataba en secreto de aprender sobre las máquinas de Banner para seguir su propia carrera, Cartland es atacado por Arnim Zola. Pronto es rescatado por los superhéroes reunidos.
Años más tarde, Agustín resurge y opera en la sucursal de Empresas Tecnológicas Cross en Florida. Secuestró a Erica Sondheim y la llevó a Empresas Tecnológicas Cross, donde planea obligar a Erica a trasplantar un nuevo corazón en el cuerpo de un Darren Cross preservado criogénicamente. Cuando Cassandra Lang fue capturada por Crossfire cuando Agustín creía que su corazón irradiado con Partículas Pym podía mantener la condición del cuerpo de Darren, Scott Lang, Grizzly y Machinesmith trabajaron para rescatarla. Durante la misión de rescate, Scott Lang terminó encontrando a un Darren Cross resucitado.
Después de que Darren Cross se negó a invertir en la aplicación Hench de Power Broker, Augustine Cross contrató temporalmente a Machinesmith para que pirateara la base de datos de Power Broker Inc. para que pudieran robar el algoritmo de Empresas Tecnológicas Cross y eliminar la aplicación Hench llamado "Lackey".
Para combatir mejor a Ant-Man, Darren Cross contrata a Egghead para que trabaje para Empresas Tecnológicas Cross. Egghead crea para él la armadura de Yellowjacket para ayudarlo a controlar sus habilidades.

## Dueños
- Darren Agonistes Cross - Fundador y CEO
- Augustine Cross - CEO
- Ambrose Connors - Director Especial del Proyecto

- KH Keeshan -
- Sheila Danning - Jefa de Relaciones Públicas
- Douglas Arthur Cartland - Jefe de Diseño de Sistemas
- Ronald English -
- Jorge Latham -
- Egghead -

### Personal
- Sonny Burch - Expresidente
- Ojo de Halcón - Jefe de Seguridad

## Tecnología
- Marcapasos nucleorgánico de Darren Cross[13]
- Moto voladora de Ojo de Halcón (creada por Jorge Latham)[6]
- Uniforme anulador de sonidos de Silenciador[14]
- Máquina funeraria de Fuego Cruzado[15]
- Radiador nucleónico de Ron English[5]

## En otros medios

### Películas
- Empresas Tecnológicas Cross aparece en la película de Marvel Cinematic Universe Ant-Man (2015).[16] Esta versión, conocida como Tecnológicas Pym, era una empresa multinacional de tecnología e investigación científica fundada por Hank Pym, tras su salida de S.H.I.E.L.D., para estudiar la mecánica cuántica. Pero más tarde fue expulsado de su propia compañía por su protegido Darren Cross y su hija, Hope van Dyne. Obsesionado con recrear las legendarias Partículas Pym, Cross finalmente tuvo éxito y creó el traje Yellowjacket, esperando venderlo a las organizaciones militares y terroristas y planeando cambiar el nombre de la empresa a su nombre, Tecnológicas Cross. El es detenido finalmente por Pym, van Dyne y Scott Lang, y la sede de la compañía es destruida.
- En Ant-Man and the Wasp: Quantumania (2023), algún tiempo después de que los Acuerdos de Sokovia fueran derogados, Van Dyne volvió a comprar la empresa de su padre y la rebautizó como Fundación Pym van Dyne, para utilizar las Partículas Pym de formas nuevas e innovadoras para ayudar a avanzar en los esfuerzos humanitarios.